# Kiss My Fake
『Kiss My Fake』（キスマイフェイク）は、TBS系列で2013年10月24日から2014年3月20日まで木曜23:58 - 翌0:28枠（日本時間）で放送されていたバラエティ番組である。
特別番組として放送され、レギュラー化が決定した。

## 概要
いろんなニセモノやインチキが溢れているこの世の中でKis-My-Ft2がしっかりホンモノを見抜く力を養っていく番組。
Kis-My-Ft2はキスマイチーム、小木博明はゲストチームに分かれ、フェイク見破り対決を行う。
キスマイチームが負けた場合「特製ルーレット（番組内では「公正ルーレット」と呼称）で選ばれたメンバーが次週、そのメンバーのフェイクと入れ替わる」、ゲストチームが負けた場合「そのゲストは2度と『Kiss My Fake』に出演できない（小木は勝とうが負けようが毎週出演）」という罰がある。
特製ルーレットは裏で操作が可能なタイプのものであリ、最終回において「ルーレットもフェイク」と公表している。これは番組収録が2本撮りであり、かつキスマイチームが負けた場合のフェイク（代役となる同姓の素人）の用意が困難であるといった制作側の都合による。ルーレットは電飾が回転するタイプの古典的なデザインで嘘っぽく作られていたが、Kis-My-Ft2のファンから「あのルーレットはおかしい」との意見が番組に寄せられていた。
番組の中身（企画）についてはジャニーズ事務所（当時）やKis-My-Ft2メンバーから一度もNGは出されなかったが、番組タイトル案「ケーフェイ」（プロレス関連の隠語であり、Kis-My-Ft2のフェイク番組を意味する「K-フェイク」とかけている）は唯一却下されている。
スタッフは『クイズ☆タレント名鑑』→『テベ・コンヒーロ』と一部共通しているため、一部演出・出演者は受け継がれている。
2014年1月7日 21:58 - 23:15に、新春SPがTBS系列28局全国ネットで放送された。

## 出演者
MC
- 矢作兼（おぎやはぎ）

レギュラーパネラー
- Kis-My-Ft2
- 小木博明（おぎやはぎ）

ナレーション
- 杉本るみ

## 放送内容・ゲスト
| 2013年 | 2013年                               | 2013年 | 2013年                                                                                    | 2013年         | 2013年                         |
| #      | 放送日（TBS）                        | フェイククイズ内容 | ゲスト出演者                                                                              | 勝利チーム     | お休みメンバー                 |
| ------ | ------------------------------------ | --- | ----------------------------------------------------------------------------------------- | -------------- | ------------------------------ |
| 特 番  | 2013年7月11日 （23:58 - 翌0:58）     | 「ドラえもんのひみつ道具」 「タレントグッズ」 「小沢仁志の主演Vシネマ」 「長渕剛の曲」 「お笑い芸人の師匠」 | 春日俊彰（オードリー） 後藤輝基（フットボールアワー） 鈴木拓（ドランクドラゴン） FUJIWARA | ゲストチーム   | （お休み無し）                 |
| 1      | 10月25日（24日深夜） （0:13 - 0:43） | 「マック赤坂の政見放送」 「有名アーティストの意外な曲」 | 本田翼 小籔千豊                                                                           | ゲストチーム   | （お休み無し）                 |
| 2      | 10月31日                             | 「アイデア通販グッズ」 「2世タレント」 | 千秋 山里亮太（南海キャンディーズ）                                                       | ゲストチーム   | 横尾渉(1) Fake：横尾三郎       |
| 3      | 11月7日                              | 「高橋陽一のスポーツ漫画」 「昔ばなし」 | 鈴木奈々 FUJIWARA                                                                         | ゲストチーム   | 宮田俊哉(1) Fake：宮田恭宏     |
| 4      | 11月14日                             | 「水木しげる作品に登場する妖怪」 「お笑い芸人の師匠」 | YOU ケンドーコバヤシ                                                                      | ゲストチーム   | 二階堂高嗣(1) Fake：二階堂眞吉 |
| 5      | 11月21日                             | 「海外のことわざ」 「タレントグッズ」 | 眞鍋かをり オードリー                                                                     | キスマイチーム | 二階堂高嗣(2) Fake：二階堂敦   |
| 6      | 11月28日                             | 「意外なカバー曲」 「芸能人の兄弟」 | IMALU フットボールアワー                                                                  | ゲストチーム   | （お休み無し）                 |
| 7      | 12月5日                              | 「コボちゃんのオチ」 「お笑い芸人の師匠」 | 重盛さと美 バカリズム                                                                     | キスマイチーム | 横尾渉(2) Fake：横尾彰一       |
| 8      | 12月12日 （23:59 - 翌0:59）          | ご当地フェイク1時間SP 「東北のご当地グッズ・芸人・ローカル番組」 「北海道のご当地グッズ」 「沖縄のご当地グッズ・プロレスラー・オネエ」 「九州のご当地グッズ・デカ盛り・祭り・ゆるキャラ」 「関西のご当地グッズ・ミス・アイドル」 | ダレノガレ明美 FUJIWARA 森三中                                                            | ゲストチーム   | （お休み無し）                 |

| 2014年 | 2014年                              | 2014年                                                            | 2014年                                                                                              | 2014年         | 2014年                                        |
| #      | 放送日（TBS）                       | フェイククイズ内容                                                | ゲスト出演者                                                                                        | 勝利チーム     | お休みメンバー                                |
| ------ | ----------------------------------- | ----------------------------------------------------------------- | --------------------------------------------------------------------------------------------------- | -------------- | --------------------------------------------- |
| 9      | 2014年1月7日 （21:58 - 23:15）      | 新春ゴールデンSP 「芸能人のパーツ」 「珍百景」 「芸能人のいい話」 | 香取慎吾（SMAP） 指原莉乃（HKT48） 千原ジュニア（千原兄弟） 田村亮（ロンドンブーツ1号2号） FUJIWARA | ゲストチーム   | 宮田俊哉(2) Fake：香取慎吾 ↓ 番組途中から復帰 |
| 10     | 1月17日（16日深夜） （0:03 - 0:33） | 特別企画「36時間徹夜TBS生活したのは玉森?千賀?」                   | 香取慎吾（SMAP） 指原莉乃（HKT48） 千原ジュニア（千原兄弟） 田村亮（ロンドンブーツ1号2号） FUJIWARA | -              | （お休み無し）                                |
| 11     | 1月24日（23日深夜） （0:03 - 0:33） | 「名言」 「ローカル番組」                                         | 志田未来 サバンナ                                                                                   | ゲストチーム   | （お休み無し）                                |
| 12     | 1月30日                             | 緊急ロケ企画「Kis-My-Ft2のフェイクを見破れ!」                     | 枡田絵理奈（TBSアナウンサー） 国山ハセン（TBSアナウンサー）                                         | キスマイチーム | （お休み無し）                                |
| 13     | 2月6日                              | 「ドラえもんのひみつ道具」 「あの人は今」                         | 加賀美セイラ ビビる大木                                                                             | ゲストチーム   | 北山宏光(1) Fake：北山令朗→北山瑠一           |
| 14     | 2月14日（13日深夜） （0:08 - 0:38） | 「雑学」 「デヴィ夫人が出来る事」                                 | 中村アン 陣内智則                                                                                   | キスマイチーム | 二階堂高嗣(3) Fake：二階堂友子                |
| 15     | 2月21日（20日深夜） （0:38 - 1:08） | 「意外なカバー曲」 「情熱大陸」 「告知」                          | 中島健人（Sexy Zone） オアシズ                                                                      | キスマイチーム | （お休み無し）                                |
| 16     | 2月27日                             | 「講演会」 「怪談のオチ」                                         | 柳原可奈子 狩野英孝                                                                                 | ゲストチーム   | （お休み無し）                                |
| 17     | 3月6日                              | 「芸能人の家族」                                                  | 木下優樹菜 山崎弘也（アンタッチャブル）                                                             | キスマイチーム | 千賀健永(1) Fake：千賀拓夫                    |
| 18     | 3月13日                             | 「芸能人のあるある」                                              | 菊地亜美 博多華丸・大吉                                                                             | 引き分け       | （お休み無し）                                |
| 19     | 3月20日                             | 最終回スペシャル 「漫画の最終回」 「映画のラストシーン」          | 千秋 ケンドーコバヤシ FUJIWARA                                                                      | ゲストチーム   | （お休み無し）                                |

備考
- お休みメンバー内の(数字)は、そのメンバーがお休みした回数。

出演禁止ゲスト
オードリー、眞鍋かをり、バカリズム、重盛さと美、陣内智則、中村アン、オアシズ、中島健人、木下優樹菜、山崎弘也（アンタッチャブル）

## ネット局

### 特番時代
| 放送対象地域   | 放送局                | 系列    | 放送日時                                | 遅れ日数   |
| -------------- | --------------------- | ------- | --------------------------------------- | ---------- |
| 関東広域圏     | TBSテレビ（TBS）      | TBS系列 | 2013年7月11日 23:58 - 翌0:58            | 制作局     |
| 福島県         | テレビユー福島（TUF） | TBS系列 | 2013年7月11日 23:58 - 翌0:58            | 同時ネット |
| 長野県         | 信越放送（SBC）       | TBS系列 | 2013年7月11日 23:58 - 翌0:58            | 同時ネット |
| 石川県         | 北陸放送（MRO）       | TBS系列 | 2013年7月11日 23:58 - 翌0:58            | 同時ネット |
| 中京広域圏     | 中部日本放送（CBC）   | TBS系列 | 2013年7月11日 23:58 - 翌0:58            | 同時ネット |
| 長崎県         | 長崎放送（NBC）       | TBS系列 | 2013年7月11日 23:58 - 翌0:58            | 同時ネット |
| 岡山県・香川県 | 山陽放送（RSK）       | TBS系列 | 2013年7月15日 14:55 - 15:55             | 4日遅れ    |
| 新潟県         | 新潟放送（BSN）       | TBS系列 | 2013年7月24日 20:00 - 20:54             | 13日遅れ   |
| 宮城県         | 東北放送（TBC）       | TBS系列 | 2013年7月26日（25日深夜） 0:25 - 1:25   | 14日遅れ   |
| 静岡県         | 静岡放送（SBS）       | TBS系列 | 2013年8月1日（7月31日深夜） 1:03 - 2:03 | 19日遅れ   |
| 山梨県         | テレビ山梨（UTY）     | TBS系列 | 2013年8月10日 13:30 - 14:30             | 30日遅れ   |
| 鹿児島県       | 南日本放送（MBC）     | TBS系列 | 2013年8月18日 15:00 - 16:00             | 38日遅れ   |
| 福岡県         | RKB毎日放送（RKB）    | TBS系列 | 2013年8月21日 23:58 - 翌0:58            | 41日遅れ   |
| 沖縄県         | 琉球放送（RBC）       | TBS系列 | 2013年8月22日 23:58 - 翌0:58            | 42日遅れ   |
| 山形県         | テレビユー山形（TUY） | TBS系列 | 2013年9月8日（7日深夜） 0:58 - 1:58     | 58日遅れ   |
| 広島県         | 中国放送（RCC）       | TBS系列 | 2013年12月15日（14日深夜）2:37 - 3:37   | 156日遅れ  |

### レギュラー化以降
| 放送対象地域   | 放送局                | 系列    | 放送期間                       | 放送日時                     | 遅れ       |
| -------------- | --------------------- | ------- | ------------------------------ | ---------------------------- | ---------- |
| 関東広域圏     | TBSテレビ（TBS）      | TBS系列 | 2013年10月24日 - 2014年3月20日 | 木曜 23:58 - 翌0:28          | 制作局     |
| 宮城県         | 東北放送（TBC）       | TBS系列 | 2013年10月24日 - 2014年3月20日 | 木曜 23:58 - 翌0:28          | 同時ネット |
| 山形県         | テレビユー山形（TUY） | TBS系列 | 2013年10月24日 - 2014年3月20日 | 木曜 23:58 - 翌0:28          | 同時ネット |
| 福島県         | テレビユー福島（TUF） | TBS系列 | 2013年10月24日 - 2014年3月20日 | 木曜 23:58 - 翌0:28          | 同時ネット |
| 長野県         | 信越放送（SBC）       | TBS系列 | 2013年10月24日 - 2014年3月20日 | 木曜 23:58 - 翌0:28          | 同時ネット |
| 静岡県         | 静岡放送（SBS）       | TBS系列 | 2013年10月24日 - 2014年3月20日 | 木曜 23:58 - 翌0:28          | 同時ネット |
| 石川県         | 北陸放送（MRO）       | TBS系列 | 2013年10月24日 - 2014年3月20日 | 木曜 23:58 - 翌0:28          | 同時ネット |
| 中京広域圏     | 中部日本放送（CBC）   | TBS系列 | 2013年10月24日 - 2014年3月20日 | 木曜 23:58 - 翌0:28          | 同時ネット |
| 長崎県         | 長崎放送（NBC）       | TBS系列 | 2013年10月24日 - 2014年3月20日 | 木曜 23:58 - 翌0:28          | 同時ネット |
| 岡山県・香川県 | 山陽放送（RSK）       | TBS系列 | 2013年11月6日 - 2014年4月16日  | 水曜 0:58 - 1:28（火曜深夜） | 12日遅れ   |
| 鹿児島県       | 南日本放送（MBC）     | TBS系列 | 2013年11月7日 - 2014年4月3日   | 木曜 0:05 - 0:35（水曜深夜） | 13日遅れ   |
| 新潟県         | 新潟放送（BSN）       | TBS系列 | 2013年11月7日 - 2014年4月3日   | 木曜 0:53 - 1:23（水曜深夜） | 13日遅れ   |
| 広島県         | 中国放送（RCC）       | TBS系列 | 2014年1月10日 - 5月30日        | 金曜 0:28 - 0:58（木曜深夜） | 70日遅れ   |

## スタッフ
- ナレーション：杉本るみ
- 構成：興津豪乃、オークラ、矢野了平、田中淳也、梶谷直人
- TM：高松央
- TD：坂口司
- CAM：廣田雅之
- VE：佐藤公幸（特番）、菅沼智博（レギュラー）
- 音声：石堂遼子
- 照明：渋谷康治
- ロケ技術：SWISH JAPAN
- 美術プロデューサー：齋藤傑
- 美術制作：半田祐記
- 装置：正代俊明、三谷剛大
- 電飾：吉田晃子
- メカシステム：濱口利行
- 装飾：深山健太郎
- アクリル装飾：渡邊卓也（特番）、古川明音（レギュラー）
- 衣装：君和田悦子
- 持道具：大沼真也
- ヘアメイク：高梨祐子
- 音響効果：石川良則、丹波さやか
- 編集：関美幸
- MA：市川徹
- CG：ODDJOB
- TK：常藤直子（特番）、伊藤佳加（レギュラー）
- デスク：松崎由美
- 宣伝：秋山真人
- 編成：岸田大輔、福田健太郎
- AP：久松理絵、古川亜希子、上田彩
- ディレクター：塩谷泰孝、水口健司（レギュラー）、三枝浩史、佐々木卓也（新春ゴールデンSP）
- マネージメントプロデューサー：木田将也（レギュラー）
- プロデューサー：古谷英一（特番）
- 演出・プロデューサー：藤井健太郎
- 製作著作：TBS